# Ambrogio Fusinieri
Ambrogio Fusinieri (Vicenza, 10 febbraio 1775 – Vicenza, 14 gennaio 1853) è stato uno scienziato italiano.

## Biografia
Figlio maschio dell'avvocato Giovan Battista Fusinieri e di Domenica Bonariva, all'età di non ancora quindici anni fu iscritto dal padre alla facoltà di giurisprudenza dell'università di Padova, per essere avviato alla professione forense, benché il ragazzo avrebbe desiderato applicarsi piuttosto alla matematica, alle scienze e alla filosofia, materie nelle quali dimostrava di essere assai versato: a quest'età aveva addirittura pubblicato un piccolo trattato dal titolo "Nova Metaphisica". Materie che comunque egli non abbandonò durante gli anni dell'università, nei quali si dedicò alla lettura delle opere di Newton e frequentando lezioni di matematica e di fisica.
Laureatosi in giurisprudenza nel 1794, a soli 19 anni, l'anno successivo si trasferì a Venezia a far pratica forense; nel maggio 1797, dopo la caduta della Repubblica di Venezia, ritornò a Vicenza, dove cominciò a esercitare la professione di avvocato ma qualche mese più tardi, quando con il trattato di Campoformio, il Veneto fu ceduto all'Austria, egli si trasferì a Milano, dove fu nominato professore di diritto costituzionale e civile dal Ministro dell'Interno della Repubblica Cisalpina nello studio di Brera, cattedra che il 25 luglio del 1799 venne soppressa per l'occupazione austriaca della Lombardia. Dopo pochi anni a causa della perdita del padre ritornò a Vicenza per seguire lo studio professionale di famiglia, cui si dedicò fino al 1814, quando abbandonò definitivamente la professione forense. Nel 1811 sposò Lucia Catulla, da cui ebbe nel 1819 l'unica figlia Maria.
Trascorse il resto della sua vita nella sua casa di campagna, in cui aveva allestito un gabinetto di fisica, un laboratorio di chimica, un piccolo osservatorio astronomico e una ricca biblioteca, che gli permisero di realizzare in tutta tranquillità numerose esperienze, riflessioni teoriche, e di redigere al tempo stesso dettagliati resoconti e pubblicazioni.

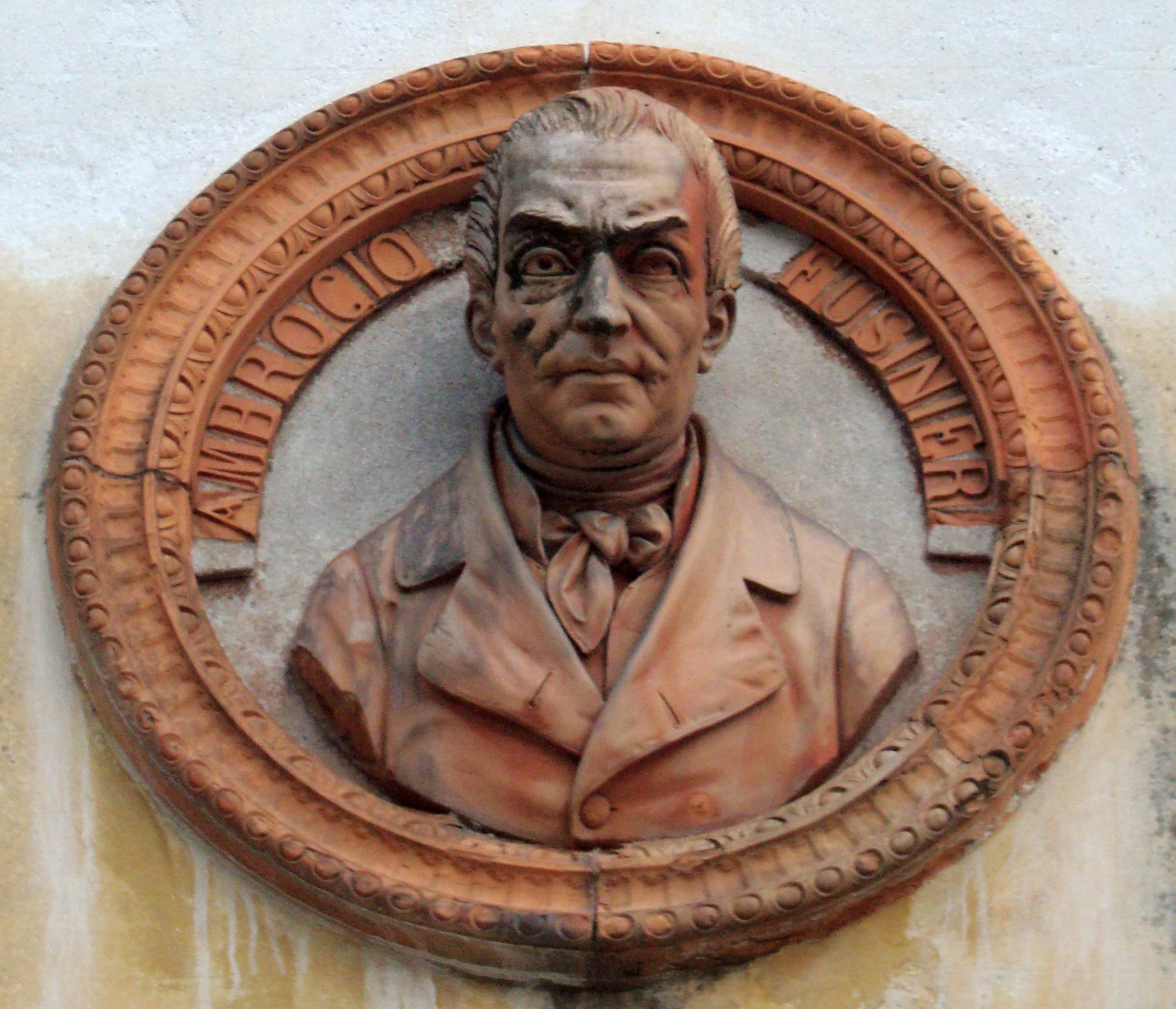
Busto di Ambrogio Fusinieri posto sulla facciata del Teatro Jacquard di Schio

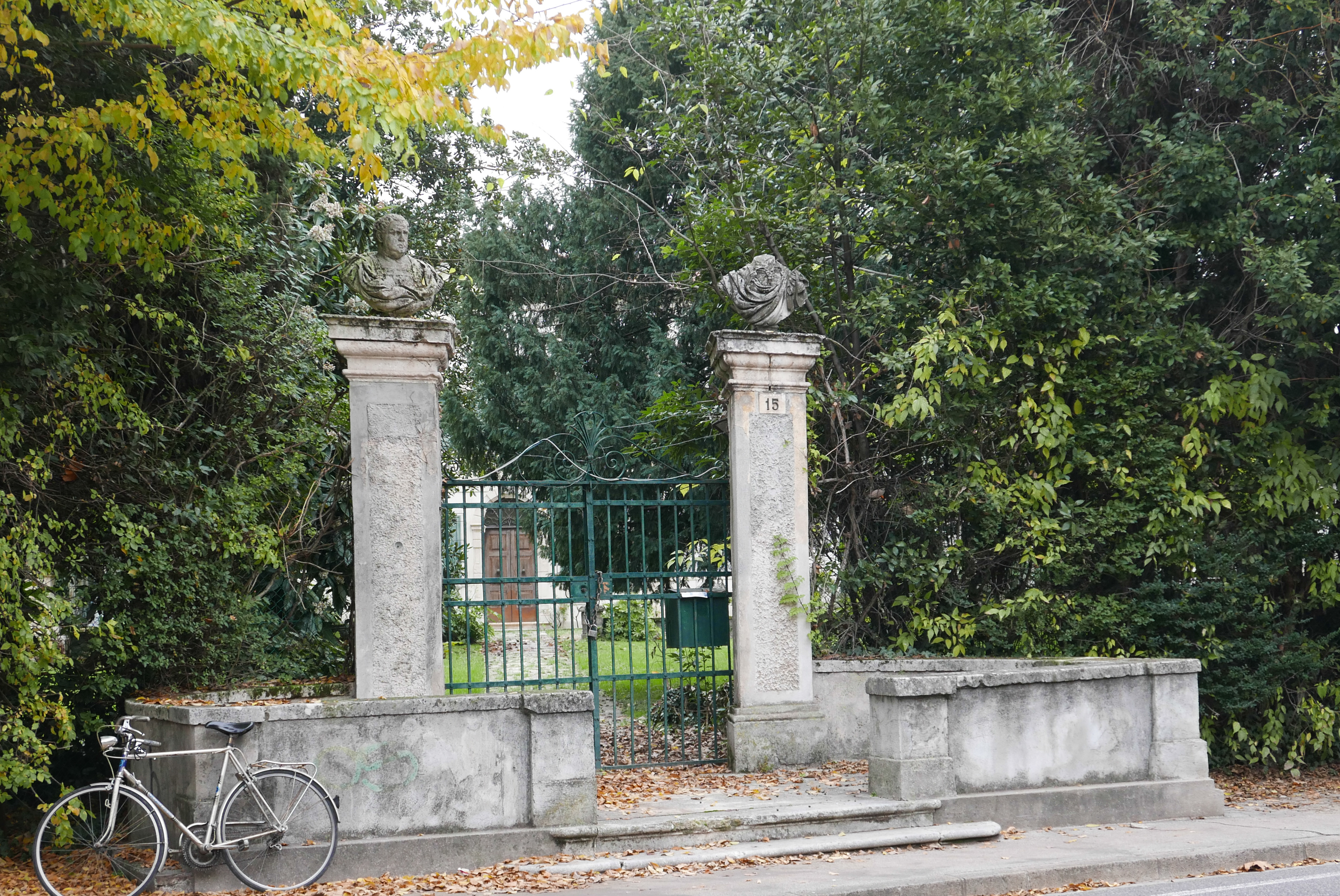
Ingresso della casa di Ambrogio Fusinieri

Tra il 1823 e il 1826 svolse importanti ricerche sull'attività catalitica del platino. Nel 1831 fondò gli Annali delle scienze del Regno Lombardo-Veneto, che diresse fino al 1845.
Non ebbe molto successo: la sua visione della materia, basata sull'idea dell'unità delle forze, non incontrò molti consensi. Visse quindi abbastanza isolato, partecipando raramente anche ai congressi scientifici, anche se fu membro di molte accademie scientifiche, presidente dal 1844 al 1845 dell'Accademia Olimpica di Vicenza, membro della Società italiana delle scienze redente di Modena, membro effettivo dell'"I.R. Istituto veneto di scienze, lettere ed arti" di Venezia.
Egli pubblicò le sue memorie prevalentemente nel Giornale di fisica e chimica e negli Annali delle scienze del Regno Lombardo-Veneto, da lui diretti. Successivamente raccolse tutte le sue memorie in tre volumi di Memorie. Le problematiche scientifiche che affrontò spaziano da indagini sperimentali su fenomeni di capillarità, di ottica, di elettricità, di chimica fisica, del calore, a osservazioni inerenti svariati fenomeni meteorologici; coltivò anche interessi filosofici soprattutto intorno alla natura della conoscenza scientifica, e di quella fisica in particolare.
Durante l'insurrezione di Vicenza del 1848 sospese ogni attività scientifica per trasferirsi in città, ma la sua abitazione e il suo patrimonio di strumentazione scientifica e librario subirono gravi danni a causa di un saccheggio a opera delle truppe austriache, il che causò una dolorosa interruzione nelle sue ricerche dalla quale non si riprese più completamente.
Morì nel 1853 e la sua salma, per decreto del Comune, fu deposta nella tomba dei cittadini illustri del Cimitero monumentale. Nel 1891 al suo nome venne intitolato il nuovo Istituto tecnico commerciale, istituito dalla Camera di Commercio; vent'anni più tardi il Consiglio comunale gli intitolò una via cittadina. Anche a Schio, luogo di origine della famiglia Fusinieri, a esso è intitolata una strada e un suo busto è collocato nella facciata del teatro Jacquard.

## Opere
- Trisezione geometrica di qualunque arco di cerchio e descrizione di una curva algebraica singolare, Vicenza, 1822
- Memorie sperimentali di meccanica molecolare e di una forza repulsiva novamente scoperta nella materia attenuata, Padova, 1844
- Memorie sopra la luce, il calorico la elettricità, magnetismo, l'elettro-magnetismo, ed altri oggetti, Padova, 1846
- Memorie di meteorologia che raccolgono fatti da prima non osservati e loro conseguenze teoriche, Padova, 1847